# Мерседарио
Мерседарио (исп.  Mercedario) — высочайшая вершина хребта Кордильера-де-ла-Рамада и восьмая по высоте гора Анд. В Чили известна под названием Ла-Лига (исп.  La Ligua). Расположена в 100 км севернее Аконкагуа, в аргентинской провинции Сан-Хуан. Первое восхождение на гору было осуществлено в 1934 году Адамом Карпинским и Виктором Островским, членами польской экспедиции.